# Emil Gröner
Emil Konrad Gottfried Gröner (* 25. März 1892 in Zuffenhausen; † 12. März 1969 in München) war ein deutscher Fußballspieler und -trainer. Der Offensivspieler des Stuttgarter SC und von Kickers Offenbach kam im Jahr 1921 einmal in einem Länderspiel in der deutschen Fußballnationalmannschaft zum Einsatz.

## Karriere

### Vereine
Gröner spielte von 1901 bis 1913 für den FC Union Stuttgart in der Bezirksklasse Südkreis und von 1913 bis 1923 – nach der Fusion mit dem SV 1908 Gablenberg – für den Stuttgarter SC in der Kreisliga Württemberg. Von 1923 bis 1925 wurde die Stuttgarter Zeit von zwei Runden in der Mainliga bei Kickers Offenbach unterbrochen, ehe der Offensivspieler wieder ab 1925 bei seinem Heimatverein in Stuttgart bis 1927 aktiv war. Während seiner Vereinszugehörigkeit zum SSC gewann der Stürmer in der Saison 1919/20 mit der Mannschaft vom Gaskessel die Meisterschaft in der Kreisliga Württemberg und 1918 die Südkreismeisterschaft mit dem FC Union.
Von 1923 bis 1925 spielte er für zwei Runden bei Kickers Offenbach in der Bezirksliga Main und erreichte 1924/25 hinter dem FSV Frankfurt die Vizemeisterschaft. Im Buch über die ersten 100 Jahre von Kickers Offenbach aus dem Jahre 2001 ist nachzulesen: „Offenbach war in Aufregung, doch nicht nur in der Stadt, sondern auch auf dem 'Bersch' kam es zu Querelen und Auseinandersetzungen. Der Publikumsliebling Emil Gröner war es, der im Sommer das Reizthema darstellte. Der Streit um den Altinternationalen, der den Kickers in den vergangenen Jahren sehr weitergeholfen hatte, stellte das friedliche Miteinander auf eine harte Probe. Die vergangenen Leistungen Gröners entsprachen nicht mehr den hohen Erwartungen. Es drängten neue, hungrige Spieler nach, so dass es in der Vorstandsetage zwei Parteien gab, die einen, welche dem Publikumsliebling eine vorübergehende Schwächeperiode zustanden und die anderen, die der Jugend mehr Chancen einräumen wollten. Letztere setzten sich schließlich durch und so kehrte Gröner, drei Monate zuvor noch 7-facher Torschütze gegen Phönix Karlsruhe, dem OFC den Rücken und schloss sich wieder seinem Heimatverein SC Stuttgart an.“
Im Nationalspielerlexikon von Bitter wird Gröner als begabter Offensivspieler, meist in der Angriffsmitte zu finden und mit einem trockenen Schuss ausgestattet und in Stuttgart mit Eugen Kipp verglichen, beschrieben. Anfang bis Mitte der 1930er Jahre trug sein Sohn das Trikot der Stuttgarter Kickers. Emil Gröner lebte seit Anfang der 1950er Jahre als Kaufmann in München, zuletzt im Stadtteil Untermenzing.

### Nationalmannschaft
Sein einziges Länderspiel für die A-Nationalmannschaft bestritt er am 5. Juni 1921 in Budapest bei der 0:3-Niederlage gegen die Nationalmannschaft Ungarns. Der Stürmer des SSC debütierte dabei mit Henry Müller, Arthur Marohn, Karl Höger, Fritz Schnürle und Anton Kreß neben Mittelstürmer Adolf Jäger auf Halblinks in der DFB-Auswahl. Durch die gleichzeitig ablaufende Endrunde um die deutsche Fußballmeisterschaft stand lediglich Torhüter Heinrich Stuhlfauth von den Halbfinalisten 1. FC Nürnberg, Berliner FC Vorwärts, Hallescher FC Wacker und dem Duisburger SV in Budapest zur Verfügung.

## Sonstiges
Von 1934 bis 1935 war er Cheftrainer des VfB Stuttgart und gewann mit dem VfB mit Spielern wie Otto Bökle, Willi Rutz und Franz Seybold die Meisterschaft in der Gauliga Württemberg. Ferner trainierte er auch den SV 1908 Gablenberg, einem Stadtteilverein Stuttgarts.

## Spielerstationen
- 1901 bis 1913: FC Union Stuttgart
- 1913 bis 1923: Stuttgarter SC
- 1923 bis 1925: Kickers Offenbach
- 1925 bis 1927: Stuttgarter SC[4]

## Erfolge
- Württembergischer Meister 1920
- Zweiter der Süddeutschen Meisterschaft 1918
- Südkreismeister 1918